# Gewerkschaften in der Ukraine
Die Gewerkschaften in der Ukraine gehören zum größten Teil einem der beiden Gewerkschaftsbünde an:
- der Föderation der Gewerkschaften der Ukraine (Федерація професійних спілок Україниm, FPSU) (der größte Dachverband und seit 1990 Rechtsnachfolgerin des ehemaligen sowjetischen Rats der Gewerkschaften, der als prorussisch gilt) und
- der Konföderation der freien Gewerkschaften der Ukraine (Конфедерація вільних профспілок України, KVPU) (der 1993 gegründete kleinere Dachverband, der als aktiver und konfliktfähgier gilt und dessen Vorsitzender als Abgeordneter des liberal-patriotischen Blocks Julia Timoschenko im Parlament in Kiew sitzt).

Das Verhältnis zwischen den Gewerkschaftsbünden ist von erbitterter Konkurrenz geprägt.

## Mitgliederentwicklung
In den Mitgliedsorganisationen der FPU sind 2.900.000 Mitglieder organisiert. Die Mitgliedsgewerkschaften der KVPU organisieren 169.600 Mitglieder.
Die ukrainischen Gewerkschaften haben in den letzten Jahrzehnten unter starkem Mitgliederschwund gelitten. Der FPU hatte 1998 noch 17,7 Millionen Mitglieder. Gerade in den früher dominanten industriellen Branchen ist der gewerkschaftliche Organisationsgrad heute niedrig. In den neuen Wirtschaftssektoren existieren zahlreiche prekäre Beschäftigungsverhältnisse. Eine ausgeprägte Schattenwirtschaft sowie mächtige Oligarchen erschweren die Interessenvertretung von Arbeitnehmern. Seit 2020 schränken gesetzliche Restriktionen die Vertretungsrechte der Gewerkschaften ein.

## Mitgliedsgewerkschaften, internationale Kontakte
Beide Gewerkschaftsbünde sind Mitglied im Internationalen Gewerkschaftsbund (ITUC).
Über den Pan-Europäischen Regionalrat stehen sie in Verbindung mit dem Europäischen Gewerkschaftsbund.
Mitgliedsgewerkschaften der FPU sind u. a. (in Klammern jeweils: Mitgliederzahlen, Zugehörigkeit zu einer Globalen Gewerkschaftsföderation):
- Bergbau- und Metallurgiegewerkschaft der Ukraine (187.370, IndustriALL);
- Gewerkschaft der Kohleindustrie der Ukraine (PRUPU) (57.180, IndustriALL);
- Gewerkschaft der Agrarindustrie der Ukraine (176.186, IUF, EFFAT);
- Gewerkschaft Bildung und Wissenschaft der Ukraine (895.280 EI, ETUCE);
- Gewerkschaft Gesundheitswesen der Ukraine (478.869, PSI, EPSU);
- Gewerkschaft der Staatsbeamten der Ukraine (168.029, PSI, EPSU);
- Gewerkschaft der Kulturarbeiter und viele – auch regionale – Kleingewerkschaften.

Im Juni 2014 kam es in Kijiv zu militanten Auseinandersetzungen mit rechten Gruppen bei der Neuwahl des Vorstands.
Mitgliedsgewerkschaft der KVPU ist u. a.:
- Unabhängige Bergarbeitergewerkschaft der Ukraine (NPGU) (45.332, IndustriALL).

Keinem der beiden Bünde gehören u. a. an:
- Gewerkschaft der Eisenbahner und Transportbauer der Ukraine (341.400, ITF, ETF);
- Föderation der Transportgewerkschaften der Ukraine (FPTU) (341.400, ITF);
- Verband der Autonomen Gewerkschaften der Ukraine (OVAP) (152.653, PSI, EPSU);
- Allukrainische Gewerkschaften und Gewerkschaftsverbände „Einheit“ (151.544, PSI, EPSU)
- Postgewerkschaft.

## Rechtsgrundlagen
Art. 36 der Verfassung der Ukraine regelt seit 1996 die Koalitionsfreiheit. Gewerkschaften dürfen ohne Genehmigung frei gegründet werden. Die Bürger haben das Recht auf Mitgliedschaft in Gewerkschaften. Die Regelungen über Arbeitnehmerrechte aus der Sowjetunion blieben in der Ukraine vergleichsweise lange erhalten.
Allerdings drohte Präsident Wolodymyr Selenskyj damit, Arbeitgeber und Arbeitnehmer gleichzustellen, was bedeuten würde, dass nicht mehr Kollektivverträge die Arbeitsverhältnisse regeln, sondern Einzelverträge. Es gibt derzeit auch keine funktionierende Arbeitssicherheitsinspektion. Im Juli 2020 appellierte Human Rights Watch an die ukrainischen Parlamentarier, sicherzustellen, dass die Ukraine künftig das internationale Arbeitsrecht und Menschenrechtsstandards beachten solle. Auch das UN Committee on Economic, Social and Cultural Rights forderte ebenso wie Human Rights Watch 2020 die Erhaltung des Rechts auf Abschluss kollektiver Tarifverträge.
Am 23. März 2022 unterzeichnete der Präsident ein unter dem herrschenden Kriegsrecht geltendes neues Arbeitsgesetz, das es den Arbeitgebern in Unternehmen mit unter 250 Mitarbeitern erlaubt, Tarifverträge einseitig zu kündigen, die Arbeitszeit auf 60 Stunden pro Woche zu erhöhen, von den Arbeitnehmern verlangen, dass sie Arbeit an Feiertagen, arbeitsfreien Tagen und Wochenenden leisten, und Gewerkschaften zu bloßen Organen der „Bürgerkontrolle“ degradiert, die die Einhaltung des Gesetzes überwachen. Private und staatliche Unternehmen erhalten eine Reihe weitreichender Zugeständnisse. Der KVPU protestierte gegen das Gesetz, das nicht im Einklang mit der Verfassung und mit den Verpflichtungen der Ukraine aus dem EU-Assoziierungsvertrag stehe. An der Ausarbeitung des Gesetzes, das etwa 70 Prozent  aller ukrainische Unternehmen betrifft, waren ukrainische Wirtschaftsverbände, die Union Ukrainischer Unternehmer und Experten des USAID-Programms Wettbewerbsfähige Wirtschaft der Ukraine beteiligt.

## Reaktion der europäischen Gewerkschaften
Die europäischen Gewerkschaften werfen der Ukraine vor schon seit längerer Zeit vor, dass sie die die Gewerschaftsrechte betreffenden Zusagen aus dem EU-Assoziationsabkommen nicht eingehalten hat. Im August 2022 protestierte der Europäische Gewerkschaftsbund, vertreten durch Generalsekretär Luca Visentini und ITUC-Generalsekretärin Sharran Burrow, gegen die Zerstörung kollektiver Arbeitnehmerrechte durch das in diesem Monat final in Kraft gesetzte Gesetz 5371. Vor allem den Beschäftigten in Betrieben mit weniger als 250 Angestellten wird eine wirksame Organisierung in Gewerkschaften künftig versagt. Der größte ukrainische Gewerkschaftsverband kündigte an, vor dem Verfassungsgericht der Ukraine gegen das Gesetz zu klagen. Wegen des russischen Angriffs dürfen die Angestellten derzeit nicht streiken.

## Arbeitskämpfe
Zu Beginn seiner Amtszeit hatte der ukrainische Präsident Wolodymyr Selenskyj versprochen, die Korruption im Kohlesektor auszumerzen. Dennoch wurden Vorwürfe der Veruntreuung staatlicher Beihilfen laut. Im Staatshaushalt für 2021 waren außerdem keine Mittel für Gesundheits- und Arbeitssicherheitsmaßnahmen vorgesehen. Die NGPU kämpft seit September 2020 in ukrainischen Bergwerken für die Zahlung ausstehender Löhne und gegen Korruption im Management. Die Streiks wurden mit Kriegsbeginn im Februar 2022 ausgesetzt, später aber wieder aufgenommen.